# La Parka Negra

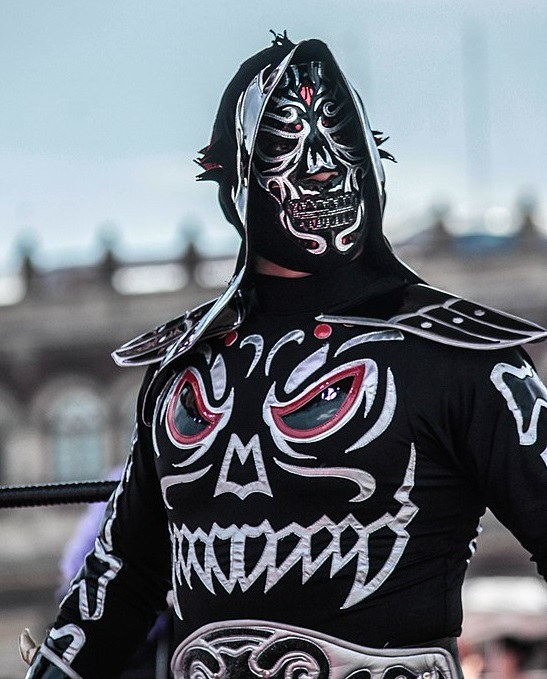
Parka Negra i juli 2018

Parka Negra, tidigare Ángel Mortal Jr., född 19 maj 1992, är en mexikansk fribrottare verksam i Lucha Libre AAA Worldwide, där han spelar en rudo, en ond karaktär. Han är son till Ángel Mortal som länge brottades i samma förbund.
Parka Negra brottas under en fribrottningsmask och hans identitet är inte känd av allmänheten, vilket är vanligt inom lucha libre.

## Karriär
La Parka Negra debuterade under namnet Ángel Mortal Jr. år 2007. 2011 brottades han i Grupo Internacional Revolución (IWRG).

### Lucha Libre AAA Worldwide
Ángel Mortal Jr. debuterade i Lucha Libre AAA Worldwide som en deltagare i talangturneringen Llave a la Gloria år 2017, tillsammans med bland annat Angelikal, Hahastary, El Hijo del Vikingo och Pardux. Efter ungefär ett år under sitt gamla namn så gavs han i februari 2018 namnet La Parka Negra, med en ny mask och klädsel.
Karaktären La Parka Negra har spelats av flera andra fribrottare innan, som till exempel Zorro och Último Gladiador. La Parka Negras syfte är att vara en naturlig antagonist till karaktären La Parka, som också spelats av olika fribrottare.
Sedan han tilldelades karaktären har han varit återkommande på underkorten. I december 2021 ådrog han sig vad som fruktades vara en allvarlig huvud- och nackskada under en match, och dess klipp blev viralt på internet. Han kunde dock återvända i början av mars 2022.